# Podentes
Podentes es una freguesia portuguesa del concelho de Penela, con 17,22 km² de superficie y 485 habitantes (2011). Su densidad de población es de 28,9 hab/km².

## Galería

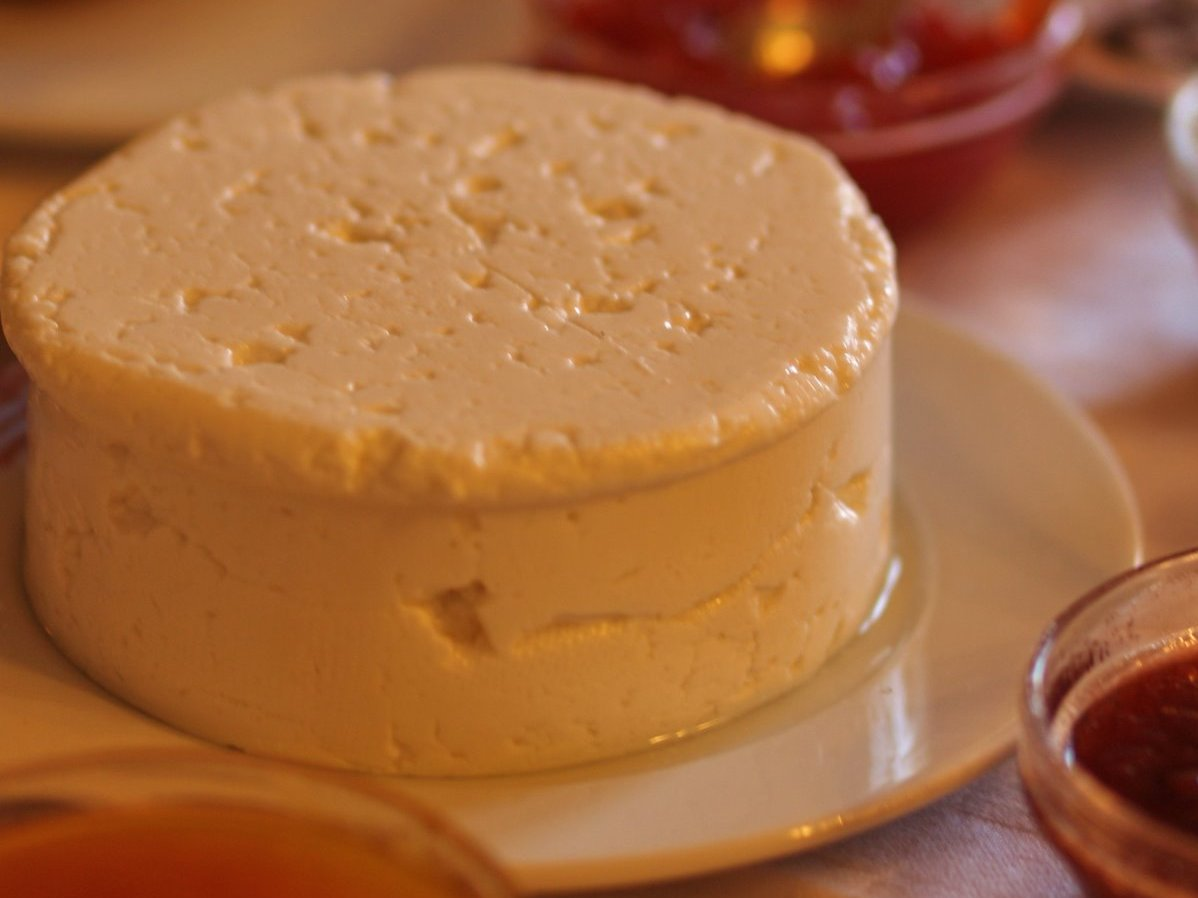
Queso Rabaçal, fotografiado en Podentes.